# Octavia (Oper)
Die römische Unruhe, oder Die edelmütige Octavia ist eine Barock-Oper in drei Akten mit Prolog von Reinhard Keiser. Das Libretto verfasste Barthold Feind.

## Handlung
Tiridates, der König von Armenien wurde zusammen mit seiner Frau Ormoena als Gefangener nach Rom gebracht. Kaiser Nero verliebt sich in Ormoena.
Damit er sie heiraten kann, befiehlt er seiner Frau Octavia, sich selbst zu töten. Sie wird jedoch von Piso daran gehindert.
Piso startet darauf eine Rebellion gegen Nero, der vorsichtshalber die Stadt verlässt.
Auf Senecas Rat verkleidet sich Octavia als ihr eigener Geist, erscheint Nero und beschuldigt ihn des Mordes. Davon bewegt, bedauert er sein Verhalten.
Nachdem die Rebellion von Fabio niedergeschlagen wurde, erfährt er, dass Octavia noch lebt und vergibt Piso, weil dieser sie gerettet hatte.
Außer Nero und Octavia kommen auch die drei anderen Paare der Oper, Tiridates/Ormoena, Lepidus/Clelia und Fabius/Livia (wieder) zusammen. Tiridates erhält seine Krone zurück.

## Gestaltung
Die Oper war nach Georg Friedrich Händels Nero die zweite über den römischen Kaiser Nero 1705 in Hamburg gezeigte.
Keiser betrachtete seine Arbeit als Antwort auf Händels Frühwerk und ließ dessen Textbuch von Feind umgestalten. Die Handlung beider Werke unterscheidet sich jedoch stark. Später nahm Händel eine Abschrift des Werks mit nach England und verwendete viele Motive daraus in seinen eigenen Werken.
Octavia war das erste Libretto Feinds. Damit begann eine Serie von acht Gemeinschaftsarbeiten mit Keiser. Die Oper ist bekannt für ihre aufwendige Instrumentierung. So wird hier erstmals ein Waldhorn in einer Oper verwendet. Die von fünf Fagotten begleitete Arie der Octavia Geloso sospetto ist das bekannteste Stück der Oper. Sie wurde mehrfach separat auf Tonträger aufgenommen, so 2012 von Joyce DiDonato.
Die Oper ist vorwiegend in deutscher Sprache geschrieben, enthält aber auch einige Arien in italienischer Sprache.

## Aufführungsgeschichte
Die Uraufführung fand am 5. August 1705 in der Oper am Gänsemarkt in Hamburg statt.
In neuerer Zeit wurde sie im Badischen Staatstheater Karlsruhe im Rahmen der 27. Händel-Festspiele 2004 wieder aufgeführt. Die musikalische Leitung hatte Andreas Spering, Regie führte Ulrich Peters. Die Besetzung war: Claudia Barainsky (Octavia), Stephan Genz (Nero), Patrick Henckens (Fabius), Klaus Schneider (Piso), Edward Gauntt (Lepidus), Christof Fischesser (Seneca), Hans-Jörg Weinschenk (Davus), Klemens Geyrhofer (Tiridates), Ina Schlingensiepen (Ormoena), Susanne Cornelius (Livia) und Soojin Moon (Clelia).
2017 wurde die Oper bei den Innsbrucker Festwochen der Alten Musik gegeben. Das Barockensemble:Jung spielte unter der Leitung von Jörg Halubek. Regie führte François de Carpentries. Bühnenbild und Kostüme stammten von Karine van Hercke. Es sangen Suzanne Jerosme (Claudia Octavia), Morgan Pearse (Nero), Akinubo Ono (Fabius), Camilo Delgado Diaz (Piso), Jung Kwon Jang (Lepidus), Paolo Marchini (Seneca), Roberto Jachini Virgili (Davus), Erik Jurenas (Tiridates), Federica Di Trapani (Ormoena), Yuval Oren (Livia) und Robyn Allegra Parton (Clelia).
Die Händel-Festspiele Halle zeigten das Werk im Juni 2025 im Goethe-Theater Bad Lauchstädt in einer Inszenierung von Tilman Hecker mit einem Bühnenbild von Raimund Orfeo Voigt und Kostümen von Lene Schwind. Wolfgang Katschner leitete die Lautten Compagney Berlin. Es sangen Johanna Kaldewei (Octavia), Tomáš Král (Nero), Johannes Gaubitz (Fabius), Gwilym Bowen (Piso), Christopher Fischer (Lepidus), Magnus Piontek (Seneca), Christian Miebach (Davus), Georg A. Bochow (Tiridates), Danae Kontora (Ormoena), Frieda Jolande Barck (Livia) und Maria Ladurner (Clelia). Die Produktion wurde im Radio Deutschlandfunk Kultur übertragen.